# 蒙古第三次入侵高丽
蒙古第三次入侵高丽，元太宗七年（1235年）七月至元太宗十一年（1239年）四月，蒙古帝国第三次进攻高丽王朝的作战。
高丽高宗二十年（1233年）四月，窝阔台决定第三次伐高丽。次年，蒙古灭金朝。高宗二十二年（1235年），窝阔台命唐古拔都儿与洪福源率兵征讨，入侵庆尚道和全罗道，高丽民间的抵抗非常强。高丽王室在江华岛修筑工事。虽然高丽几度战胜入侵者，但还是无法抵挡蒙古大军，蒙军烧毁粮食企图逼降高丽。高宗二十四年（1237年），蒙古攻下龙冈、威从等十余城。高宗二十五年（1238年），高丽高宗向蒙古请和。高丽同意将高丽王室新安公王佺作蒙古人质，高宗二十六年（1239年），蒙古撤军。高宗二十八年（1241年），以永寧公王綧入质蒙古，每年纳贡。